# Feria de Tristán Narvaja

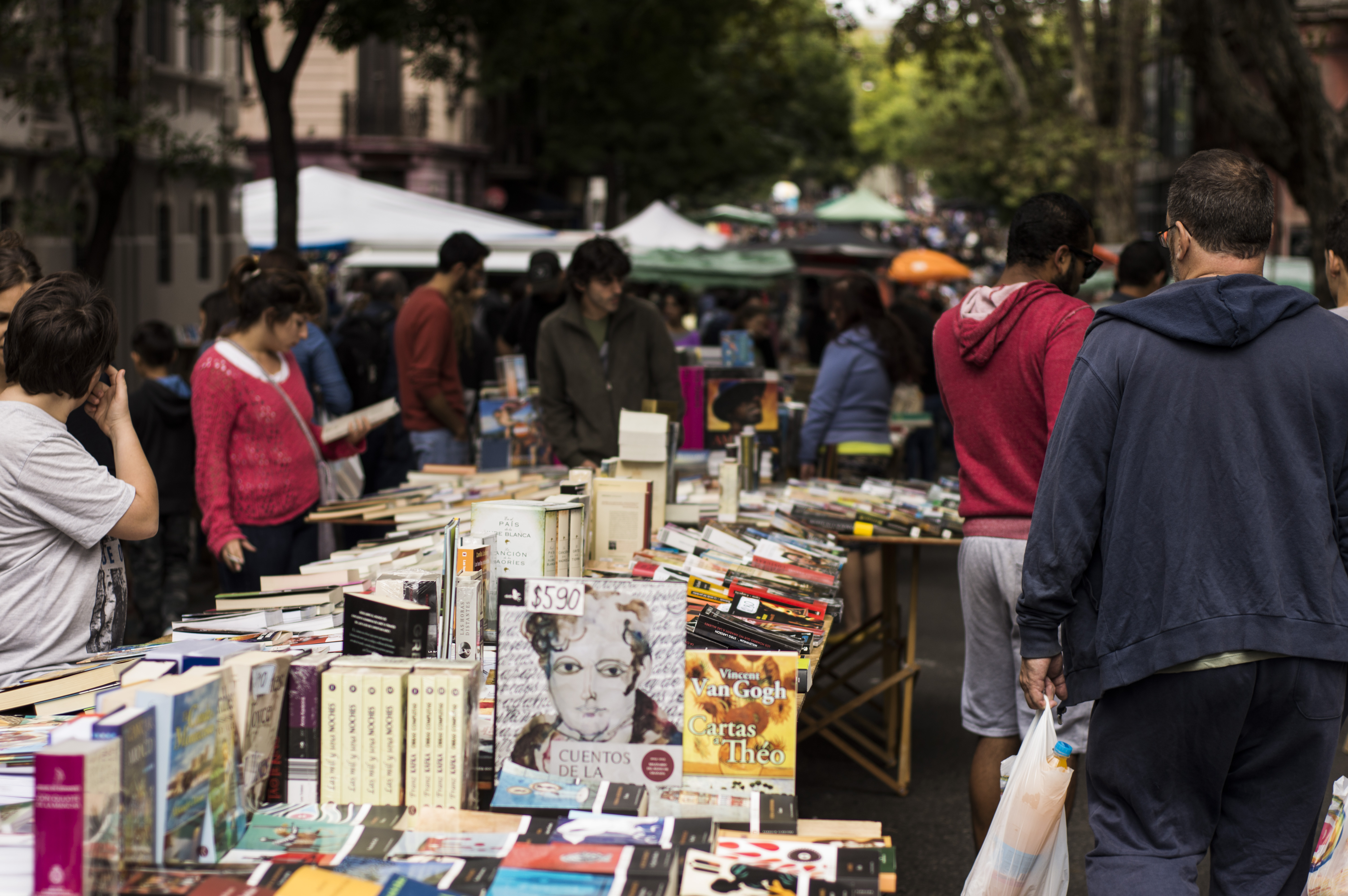
Libros en Feria Tristán Narvaja-Flohmarkt in Uruguay

Die Feria de Tristán Narvaja ist ein traditioneller Flohmarkt in der uruguayischen Hauptstadt Montevideo.
Er findet dort jeden Sonntag in der Mitte des Stadtviertels Cordón statt. Dort erstreckt sich die nach einem Juristen aus dem 19. Jahrhundert benannte Avenida Tristán Narvaja von der Avenida 18 de Julio bis zur La Paz. Zwischen den dort angesiedelten Buchhandlungen und Antiquariaten finden sich sodann vom frühen Sonntagmorgen bis in die Nachmittagsstunden die diversen Straßenhändler ein. Zum ersten Mal fand dieser Markt am 3. Oktober 1909 in der damals noch Yaro genannten Straße statt.